# SS 433
SS 433 – układ podwójny, pierwszy odkryty mikrokwazar. Gwiazda należy do masywnych rentgenowskich układów podwójnych, jest też radioźródłem, ale jej zadziwiające własności zostały odkryte w zakresie optycznym. Początkowo SS 433 został zauważony jako jedno z wielu źródeł o silnej linii emisyjnej wodoru (linia Balmera Halpha) i ujęty w katalogu Stephensona i Sanduleaka (1977). Dopiero dalsze badania wykazały, że linie wodoru w tym obiekcie wykazują dramatyczne systematyczne zmiany położenia w stronę czerwonej i niebieskiej części widma, odpowiadające ruchowi z relatywistyczną prędkością. Układ składa się z gwiazdy dostarczającej masę i gwiazdy zwartej, na którą dostarczana masa opada tworząc precesujący dysk akrecyjny oraz relatywistyczny, wąski dżet, poruszający się z prędkością 0,26 prędkości światła w próżni. Gwiazda – donor to gwiazda typu A, o masie około 12 mas Słońca, a masa gwiazdy zwartej oceniana jest ostatnio na około 4 masy Słońca, zatem jest to raczej czarna dziura niż gwiazda neutronowa. Gwiazda towarzysz nie wypełnia powierzchni Roche’a, a przepływ następuje w formie wiatru, podobnie jak w Cygnus X-1.
Okres orbitalny układu to 13 dni, okres precesji dysku to 162 dni. Odległość do źródła wynosi ok. 5,5 kpc. Układ jest fizycznie powiązany z pozostałością po supernowej W50 – gwiazda zwarta układu SS 433 powstała w wyniku wybuchu supernowej, którego pozostałością jest właśnie W50. Wybuch supernowej miał miejsce ok. 100 000 lat temu.